# Aulacorthum aegopodii
Aulacorthum aegopodii är en insektsart. Aulacorthum aegopodii ingår i släktet Aulacorthum och familjen långrörsbladlöss. Inga underarter finns listade i Catalogue of Life.